# Барбара Енн Скотт
Барбара Енн Скотт (англ. Barbara Ann Scott; 9 травня 1928 — 30 вересня 2012) — канадська фігуристка, яка виступала в одиночному катанні. Олімпійська чемпіонка (1948), чемпіонка світу та Європи (1947, 1948).

## Біографія
Барбара Енн, молодша з трьох дітей, народилася в сім'ї полковника канадської армії Клайда Резерфорда Скотта та його дружини-домогосподарки Мері Скотт, до шлюбу Первес. Почала кататися на ковзанах у 9 років. В 11 років виграла свій перший чемпіонат Канади серед юніорів. Через два роки, в 1942 році, 13-річна Барбара стала першою жінкою, яка включила в програму на змаганнях подвійний лутц.
З 1945 до 1948 року вона виграла всі чемпіонати з фігурного катання Північної Америки. У 1947 році стала першою північноамериканкою, яка виграла Чемпіонат Європи з фігурного катання 1947 чемпіонат Європи і Чемпіонат світу з фігурного катання 1947 світу. У Канаді вона стала національною героїнею. Керівництво Оттави, її рідного міста, подарувало їй новий автомобіль, але вона відмовилася від подарунка для збереження статусу спортсменки-аматорки.
На Олімпійських іграх 1948 року у швейцарському Санкт-Моріці вона стала першою представницею Канади, яка виграла золоту медаль у фігурному катанні. У роки спортивної кар'єри тренувалася під керівництвом Отто Голда і Шелдона Гелбрейта.
Тричі отримувала Приз імені Лу Марша, що вручається кращому канадському спортсменові року (1945, 1947, 1948). Включена до Залів олімпійської та спортивної слави Канади (1948, 1955). Членкиня Залу слави фігурного катання Канади (1991). У 1991 році Скотт отримала звання офіцера Ордена Канади, вищої громадянської нагороди Канади.
Журналістка Сі-Бі-Сі Пі-Джей Квонг поставила Барбару Енн Скотт на перше місце в рейтингу найкращих одиночних фігуристок за всю історію. Квонг зазначила, що успіхи Скотт сприяли популяризації фігурного катання в Канаді, завдяки чому в секції з катання прийшло безліч спортсменів-початківців.
Відразу після перемоги на Олімпіаді 1948 року Скотт пішла зі змагального катання. Вона брала участь у льодових шоу, катаючись з «Голлівудським крижаним ревю». На виступі в Чикаго вона зустріла публіциста Тома Кінга, з яким одружилася у 1955 році.
Знялася в кількох телевізійних фільмах і серіалах, переважно в камео, останній раз — у 1997 році в документально-біографічному серіалі «Life and Times» (укр. Життя та час) у серії, присвяченій її біографії, під назвою «Queen of the Blades: The Life and Times of Barbara Ann Scott» (укр. Королева лез: Життя та час Барбари Енн Скотт).
У 1988 Барбара Енн Скотт була однією з факелоносців в естафеті олімпійського вогню перед Зимовими Олімпійськими іграми 1988 в Калгарі. У грудні 2009 року несла олімпійський смолоскип на Парламентському пагорбі в Оттаві, напередодні Олімпійських ігор 2010. 12 лютого 2010 року Скотт була однією із восьми прапороносців олімпійського прапора на церемонії відкриття Олімпіади у Ванкувері.
У 1996 році, разом з чоловіком, переїхала на острів Амілія (Флорида, США), де померла у 2012 році у віці 84 років.